# Porcelle enracinée
Hypochaeris radicata
Espèce

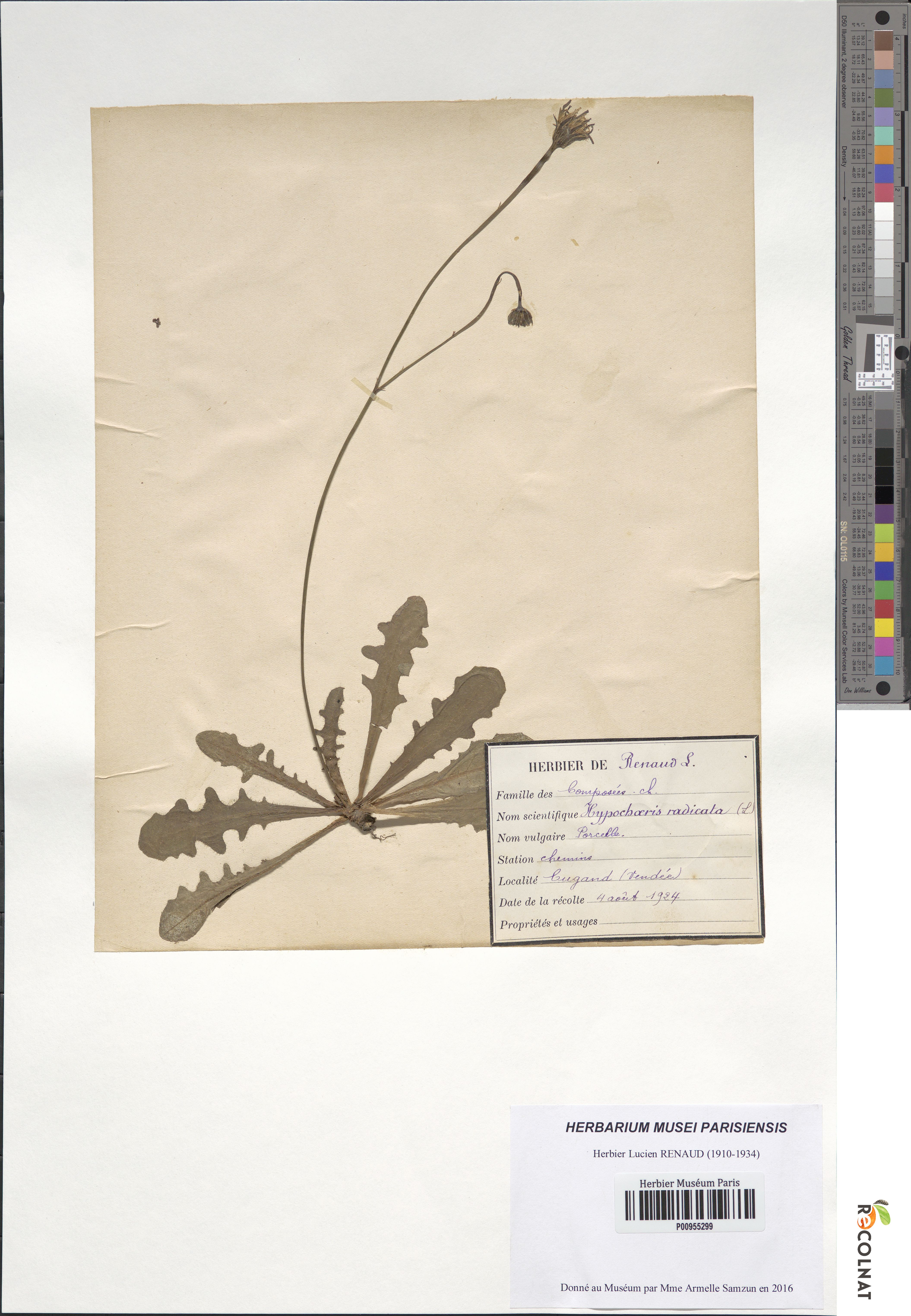
Hypochaeris radicata, feuilles en rosette basale, inflorescence composée de 2 capitules.

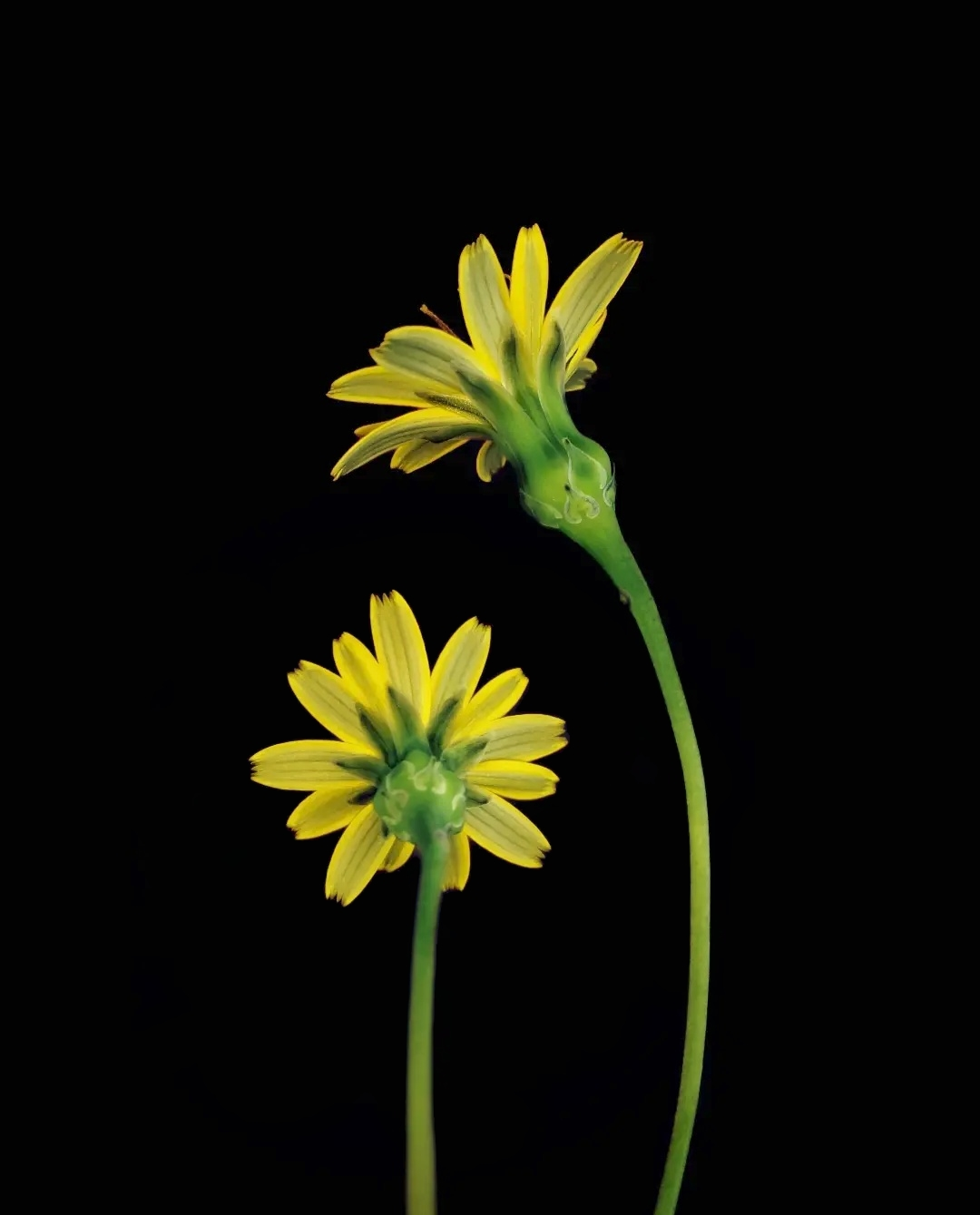
Capitules de Hypochaeris radicata.

La Porcelle enracinée, Hypochaeris radicata, est une espèce de plantes à fleurs de la famille des Astéracées. 
De 30 à 70 cm de haut, elle a des capitules jaunes comme le pissenlit. Elle pousse généralement dans les champs et les pâtures mais aussi dans les villes sur les bords de trottoir et sur les pelouses. C’est une plante originaire d’Europe, du Maghreb et d’une partie du Proche-Orient.
Elle était jadis ramassée dans les campagnes pour être mangée en salade.

## Nomenclature et étymologie
L’espèce a été décrite et nommée Hypochaeris radicata par Linné en 1735 dans Species Plantarum 2: 811.
Le nom de genre Hypochaeris est un nom composé latin provenant de deux mots grecs ὑπό hypo « presque » et χοῖρος khoiros « petit cochon, porcelet », allusion possible au fait que cet animal soit réputé pour apprécier cette plante ou aux poils de la face inférieure de la feuille qui ressemblent aux soies sur le ventre du cochon.
L’épithète spécifique radicata est un adjectif participe latin féminin, singulier, signifiant « avec des racines apparentes » dérivé de radix, « racine ».

## Synonymes
Selon POWO, les synonymes sont
- Achyrophorus radicatus (L.) Scop.
- Porcellites radicata (L.) Cass.

## Description

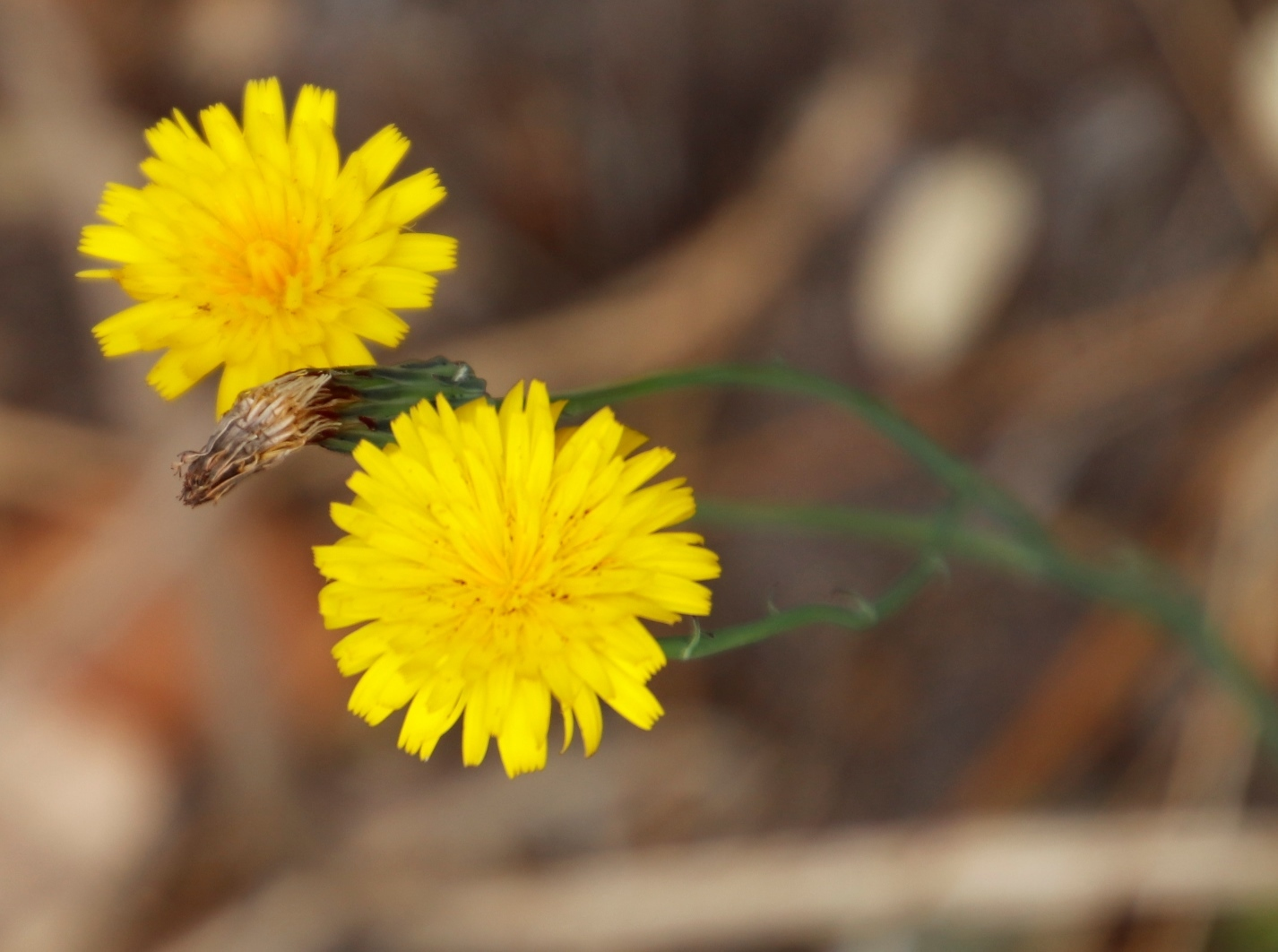
Capitules.
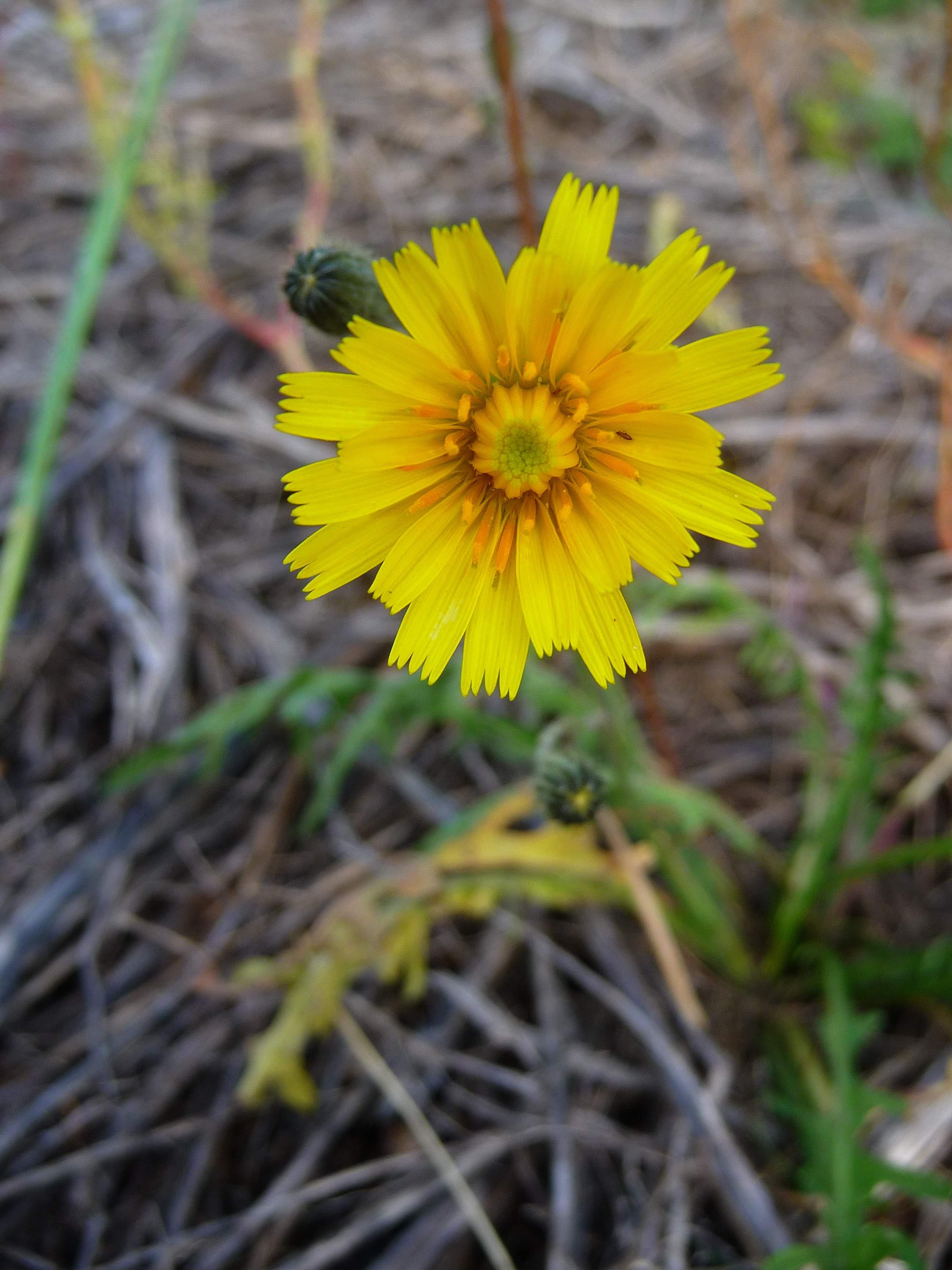
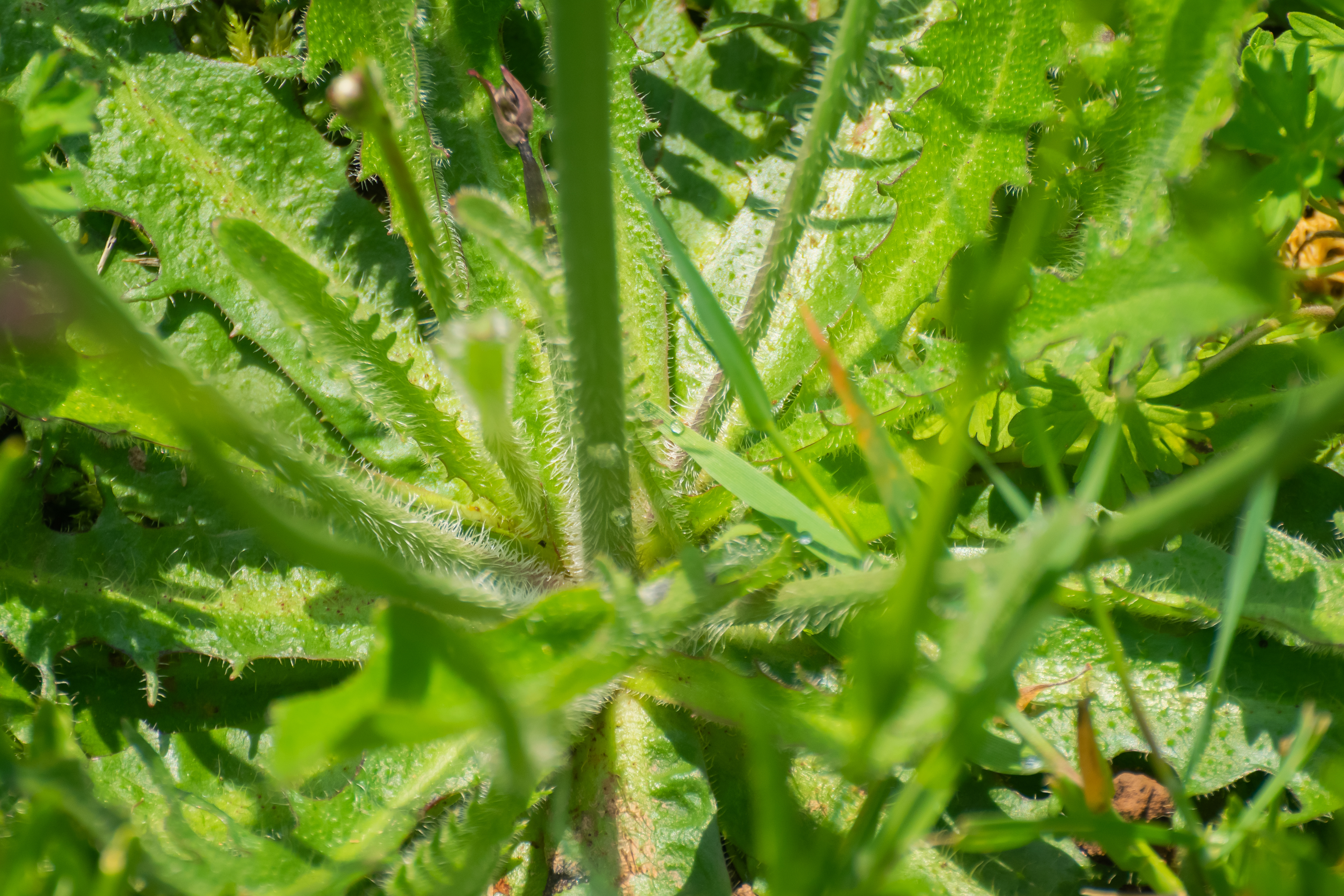
Feuilles hispides.
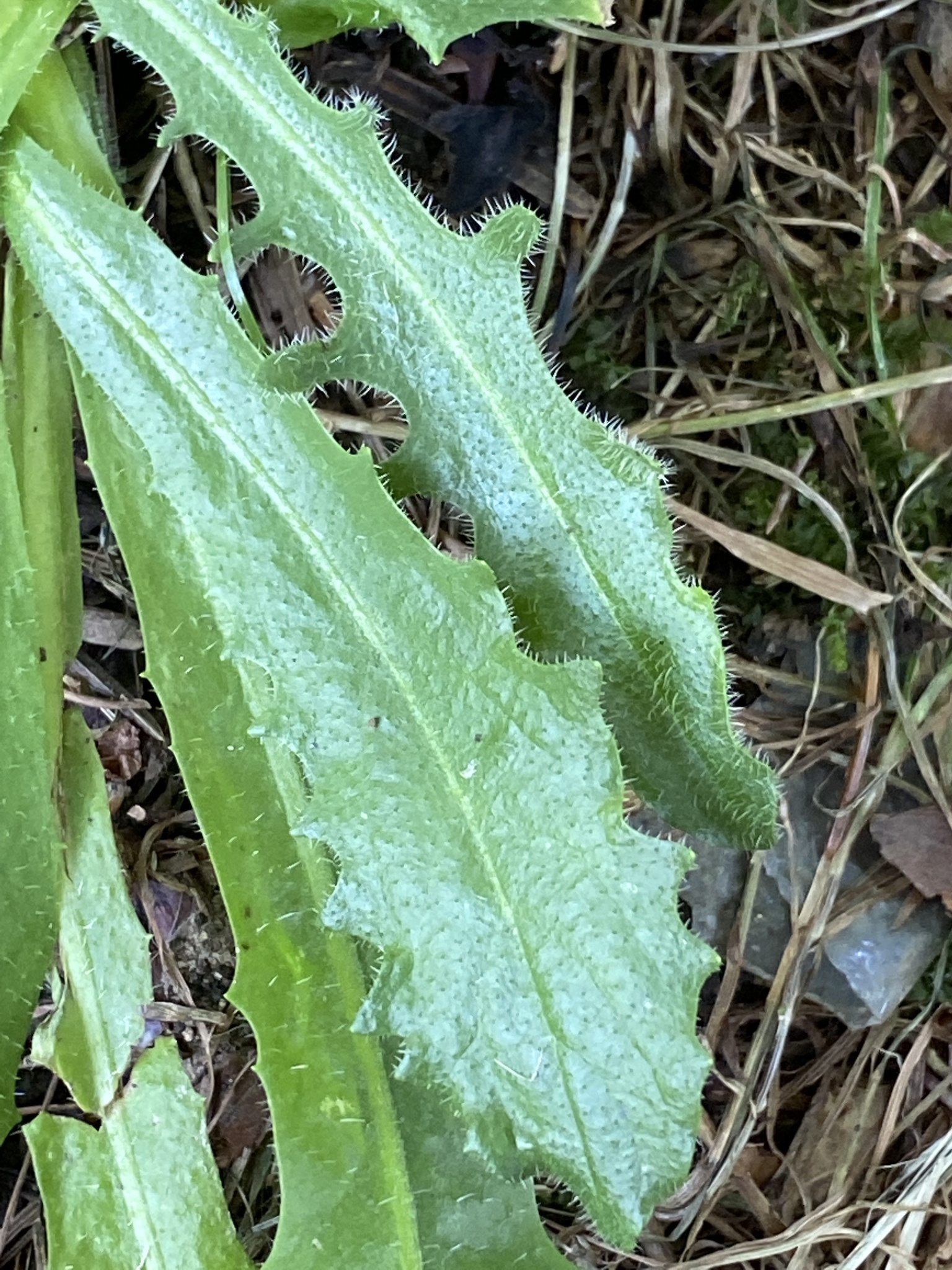
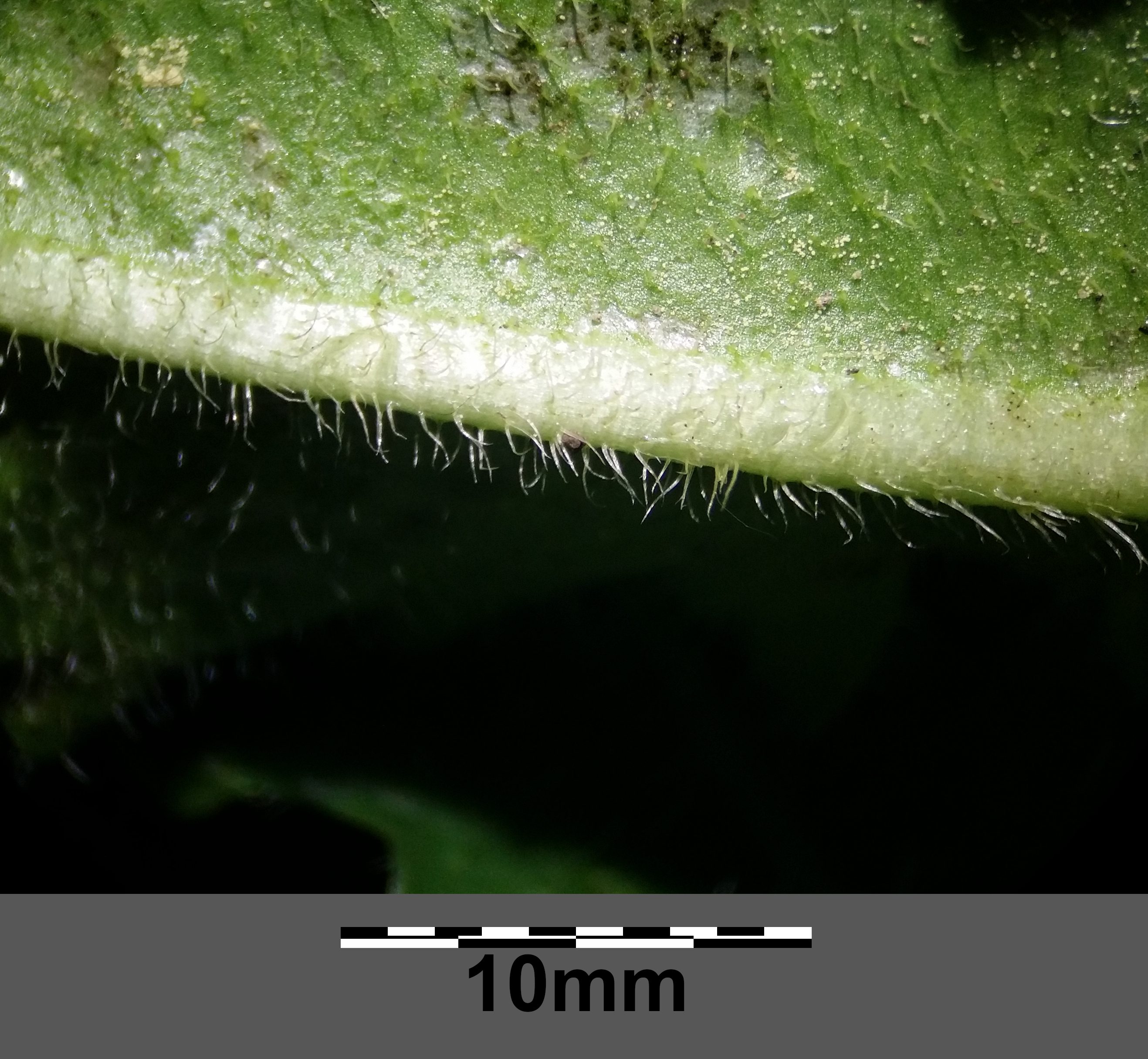

Plante herbacée vivace d'environ 30 à 70 cm de haut,, avec les feuilles en rosette, à racine pivotante, semi-ligneuse. Sa rosette basale souvent étalée au sol a tendance à étouffer l'herbe à proximité immédiate. 
Les quelques tiges, ascendantes, sont simples ou à ramifications apicales, nues pourvues d’écailles (bractées) herbacées espacées.
Les feuilles de la rosette basale sont oblancéolées, de  (4)5–12(20) cm de long sur 1–4 cm de large, indivises ou pennatifides, à base rétrécie, et bord sinueux-denté (dent arrondie), apex arrondi à subaigu. Elles sont  épaisses et hispides, à poils non fourchus, très velues.
L’inflorescence composée comporte plusieurs capitules, de 2 cm de diamètre, avec un long pédoncule, et un involucre cylindrique à étroitement campanulé, 1-1,5 × 0,4-0,6 cm à l'anthèse. Les bractées de l’involucre en 3-4 séries, avec un apex cilié au-dessus. Les bractées extérieures sont lancéolées, les bractées intérieures sont linéaires-lancéolées. Les fleurons sont jaunes, avec un tube d’environ 15 mm de long et une languette jaune.
Le fruit est un akène, brun, cylindrique, de 3–7 mm, côtelé, avec un long bec effilé, surmonté d’une aigrette à soies internes plumeuses (pappus de 0,9-1 ,3 cm).
La floraison a lieu de mai à septembre.

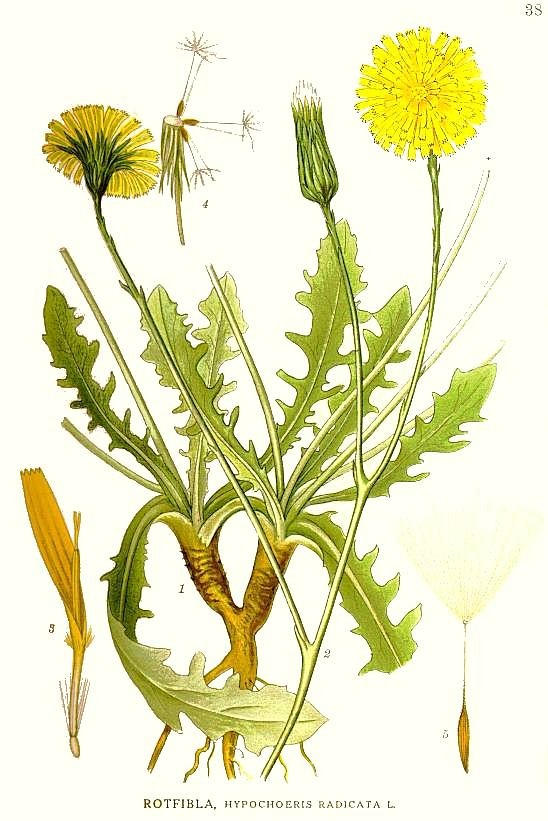
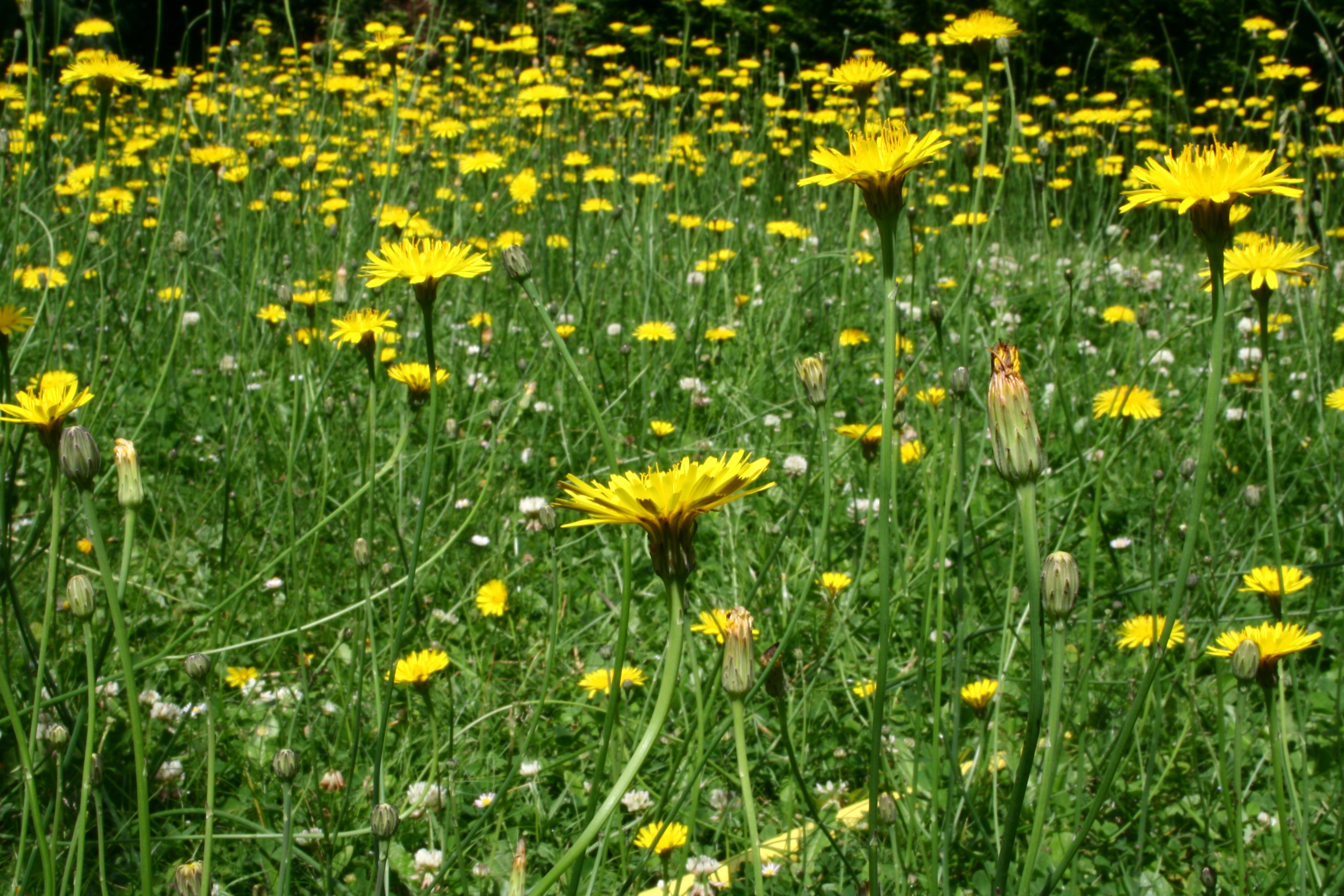
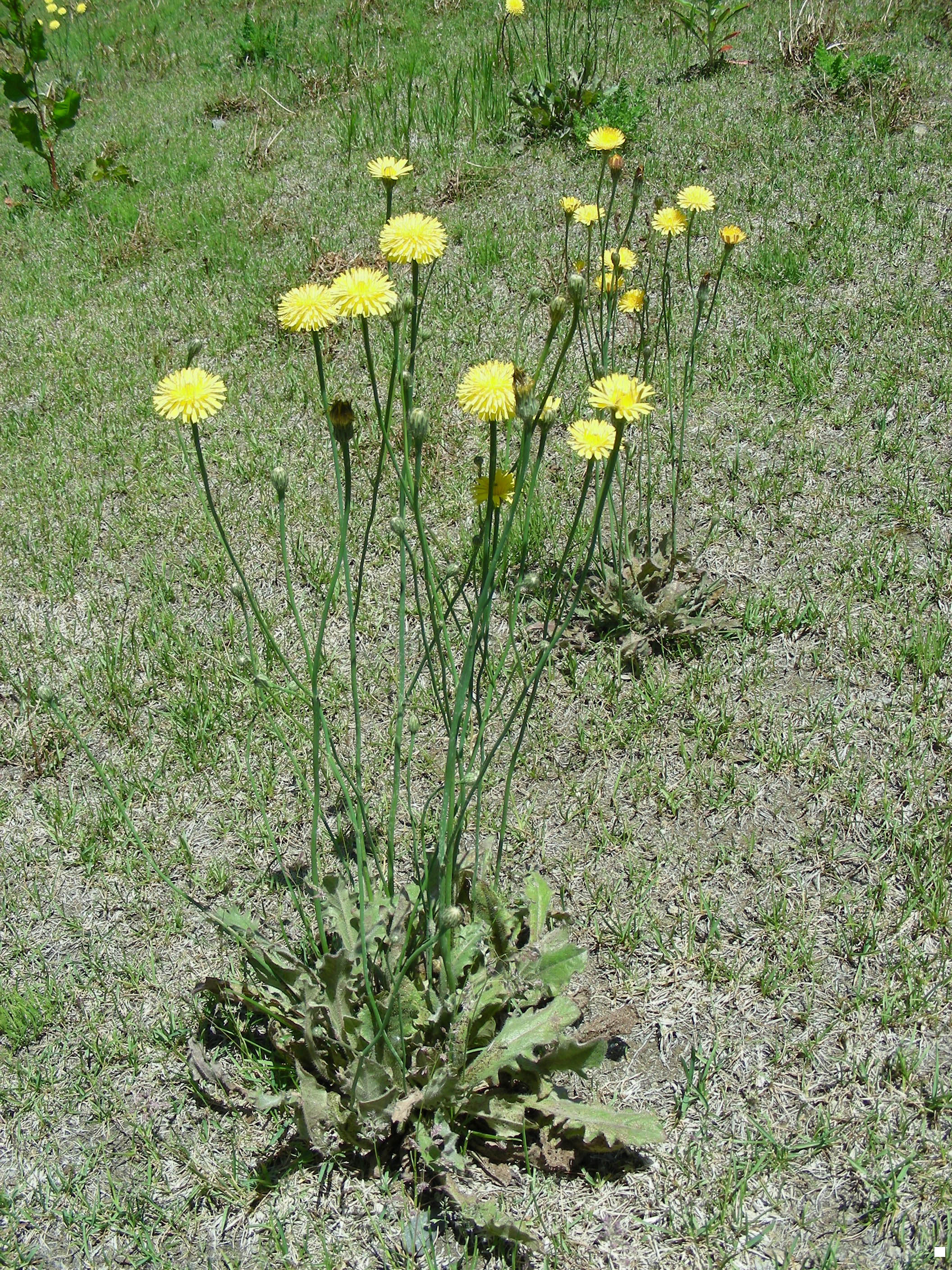
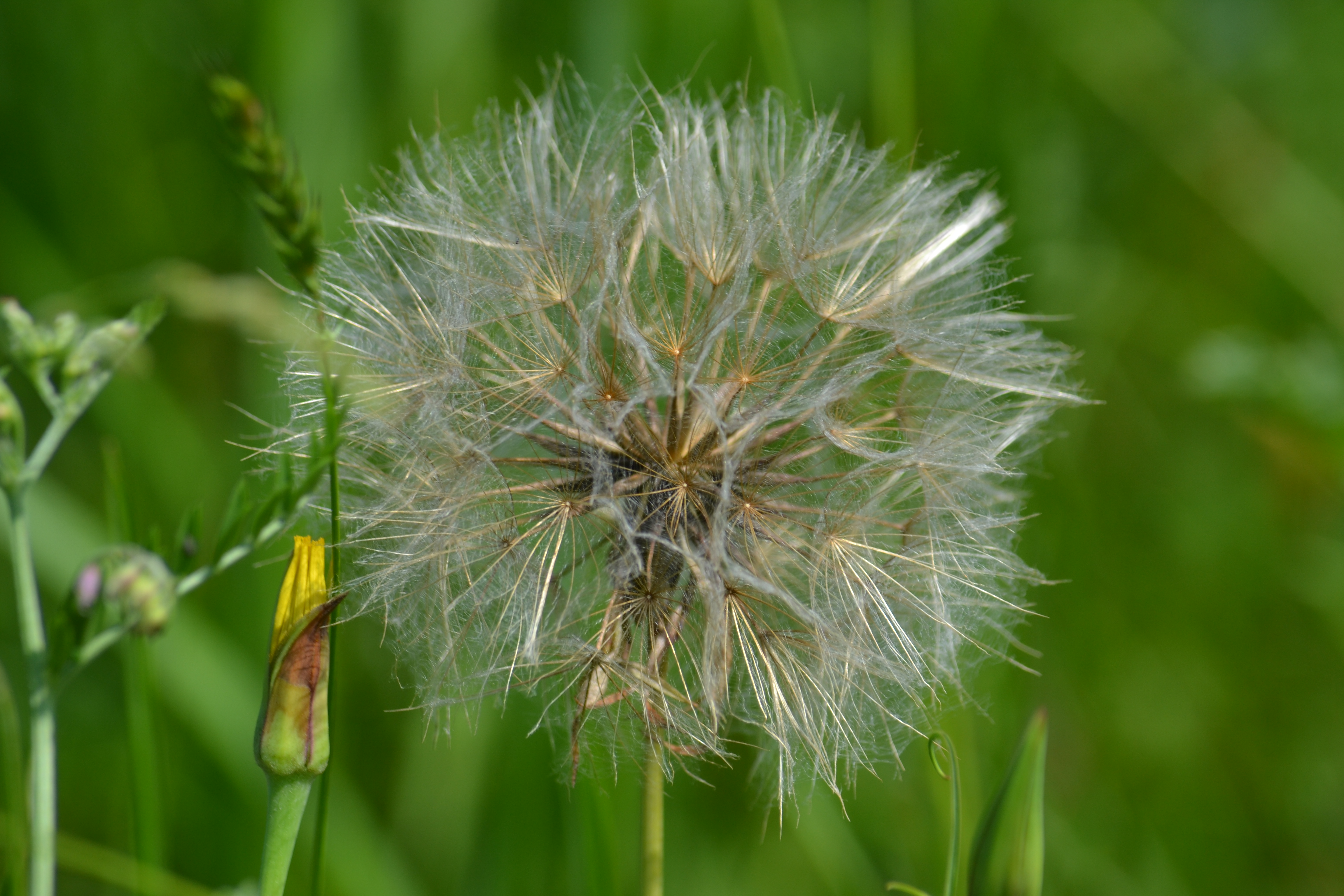

## Distribution et habitats
L’espèce est originaire d’Europe (étendue à l’est jusqu’à la Biélorussie), de la Russie occidentale, du Proche-Orient (Turquie, Liban, Syrie), du Caucase du Nord, et d’Afrique du Nord (Maroc, Algérie, Tunisie, Libye). Elle a été introduite dans quelques États des États-Unis, en  Colombie, Costa Rica, Équateur, Guatemala, Jamaïque, Paraguay, Venezuela et en Nouvelle-Zélande où elle peut être invasive. Elle figure dans la liste des herbes nuisibles de l'État de Washington au nord-ouest des États-Unis.
Espèce très commune, elle est omniprésente dans les pelouses des parcs et jardins, les prairies pâturées, les landes, éboulis, sur sols légèrement acides. Ses feuilles plaquées au sol lui permettent de bien résister au passage des tondeuses et au piétinement.

## Sous-espèces
Selon POWO, il y a 4 infraspécifiques acceptées :
- Hypochaeris radicata subsp. ericetorum de Soest
- Hypochaeris radicata subsp. heterocarpa (Moris) Arcang.
- Hypochaeris radicata subsp. radicata
- Hypochaeris radicata subsp. rocinensis M.Á.Ortiz & Talavera

## Utilisation
La porcelle enracinée ressemble au pissenlit, avec toutefois une rosette basale plus étalée, mais la confusion ne présente aucun danger, les deux étant comestibles.
Toutes les parties sont comestibles mais en général ce sont les jeunes feuilles et les racines qui sont consommées. Les feuilles sont plutôt fades et peuvent être consommées crues en salade, ou préparées à la vapeur ou en friture. Les feuilles plus anciennes deviennent fibreuses et dures. Contrairement au pissenlit, les feuilles de la porcelle ne laissent quasiment pas d'amertume en bouche. En Crète, les feuilles d'une variété nommée παχιές (pachiés) ou αγριοράδικα (agriorádika) sont consommées une fois bouillies ou cuites à la vapeur. 
Les racines peuvent être grillées et broyées pour faire un substitut du café, semblable à la chicorée. L'espèce est cependant soupçonnée d'être toxique pour le cheval si elle est consommée en excès et de provoquer des spasmes chez l'équidé, ou une hyperflexion plus ou moins sévère des membres (harper australien).